# Captain Atom
Captain Atom és el nom de diversos superherois que apareixen als còmics estatunidencs, inicialment propietat de Charlton Comics abans de ser adquirits a la dècada de 1980 per DC Comics. Tots posseeixen algun tipus d'habilitats de manipulació d'energia.

## Història de la publicació
Captain Atom va ser creat per l'escriptor Joe Gill i l'artista/coescriptor Steve Ditko, i va aparèixer per primera vegada a Space Adventures num. 33 (març de 1960). Captain Atom va ser creat inicialment per a Charlton Comics, però més tard va ser adquirit per DC Comics i revisat per a la continuïtat Post- Crisi de DC. El 2011, DC Comics va rellançar els seus còmics de superherois i va reescriure les històries d'alguns personatges des de zero, inclòs el Capità Atom, donant-li un nou origen, aparença i poders lleugerament alterats. El capità Atom va ser la inspiració del personatge del Doctor Manhattan, que va aparèixer a la minisèrie (i posteriorment a l'adaptació cinematogràfica d'acció en viu) Watchmen, que estaria connectada amb l'Univers DC a la minisèrie Doomsday Clock .
Al llarg dels anys, el personatge ha aparegut en diverses sèries homònimes de durada moderada a curta i ha estat membre de diverses versions diferents de l'equip de superherois insígnia de DC, la Lliga de la Justícia. En totes les encarnacions, el personatge va servir inicialment per a l'exèrcit. En la continuïtat de Charlton Comics, va ser un científic anomenat Allen Adam i va guanyar les seves habilitats per accident quan semblava ser "atomitzat" i després el seu cos es va reformar, ara existent com un ésser de poder atòmic. A les dues encarnacions de DC Comics, és un pilot de la Força Aèria anomenat Nathaniel Adam, que va ser un subjecte de prova en un experiment científic que aparentment es va desintegrar en el procés, només per reaparèixer més tard com el superpoder Capità Atom. Al llarg dels anys, DC ha intentat reinventar el personatge diverses vegades. Durant un període, el personatge va assumir el mantell del supervilla Monarch, i el 2005 DC va intentar tornar a explicar la història del Capità Atom amb un personatge completament nou, Breach, que va ser descartat posteriorment. En la nova continuïtat després del rellançament de DC el 2011, el capità Atom mai ha estat membre de la Lliga de la Justícia i l'equip el veu amb desconfiança; També es van revisar l'origen del seu caràcter i les seves habilitats.
El capità Atom ha aparegut en diverses adaptacions animades de televisió i cinema de la Lliga de la Justícia i altres històries de DC des de mitjans de la dècada del 2000, on se'l representa com un membre poderós de la Lliga de la Justícia les habilitats del qual el situen aproximadament a l'igual del personatge insígnia de la franquícia, Superman. En diverses representacions animades, ha exercit el paper de titella del govern quan el govern s'ha posat en conflicte amb la Lliga de la Justícia.

## En altres mitjans
Televisió
- El capità Atom apareix a Justice League Unlimited, amb la veu de George Eads a "Initiation" i de Chris Cox en tots els episodis posteriors. Aquesta versió és membre de la Lliga de la Justícia, parla amb un lleuger accent texà, i és una massa d'energia incorpòria continguda en un vestit especial amb un límit a quanta energia pot absorbir, que farà que exploti com una bomba nuclear. si es supera. En la seva aparició més notable a l'episodi "Question Authority", el general Wade Eiling reactiva la seva comissió de la Força Aèria i li ordena que mantingui la Pregunta sota la custòdia del Projecte Cadmus . El capità Atom lluita contra Superman, però és derrotat i tornat a la Watchtower .
- El capità Atom apareix a Young Justice, amb la veu de Michael T. Weiss.[5] Aquesta versió és membre de la Lliga de la Justícia. A la segona temporada, es converteix en líder de la Lliga abans de cedir el lideratge a Black Canary al final de temporada.
- El capità Atom apareix a l'episodi "Powerless!" de Batman: The Brave and the Bold, amb la veu de Brian Bloom . Aquesta versió, també coneguda com Allen Adams i Cameron Scott, és un heroi arrogant i egocèntric i membre de la Justice League International a qui li agrada fer anuncis de servei públic i menysprea els herois sense superpoders.

Pel·lícula
- El capità Atom apareix a Superman/Batman: Public Enemies, amb la veu de Xander Berkeley . Aquesta versió funciona per al govern dels EUA sota el president Lex Luthor i lidera un grup d'herois sancionats pel govern.[6]
- El capità Atom fa un cameo a Justice League: The Flashpoint Paradox, amb la veu de Lex Lang . Aquesta versió és membre de la Lliga de la Justícia. A més, fa una aparició l'encarnació Flashpoint del capità Atom, durant la qual va ser capturat pels atlants i obligat a alimentar el dispositiu del dia del judici final d'Aquaman.
- El capità Atom apareix a Injustice, amb la veu de Fred Tatasciore.[7]
- L'encarnació d'Allen Adam del capità Atom apareix a DC Showcase: Blue Beetle, amb la veu de Jeff Bennett.[8]